# Carceri
Carceri är en ort och kommun i provinsen Padova i regionen Veneto i Italien. Kommunen hade 1 530 invånare (2018).